# Severna žirafa
Severna žirafa (znanstveno ime Giraffa camelopardalis) je predlagana vrsta sodoprstega kopitarja iz rodu žiraf, razširjena v Severni Afriki. Po trenutno še uveljavljeni opredelitvi vsebuje rod žiraf le vrsto G. camelopardalis kot monotip (torej bi jo poimenovali brez pridevnika »severna«), ki združuje devet danes živečih podvrst.
Novejše molekularne raziskave so razkrile, da so si nekatere podvrste bolj sorodne med seboj in tvorijo skupke, razlike med katerimi bi po mnenju nekaterih taksonomov upravičile status samostojnih vrst. Tako bi po eni od hipotez rod žiraf vseboval tri vrste, severno, južno in masajsko žirafo. Pri tem bi severna žirafa vključevala podvrste:
- kordofanska žirafa (G. c. antiquorum); južni Čad, Srednjeafriška republika, severni Kamerun, severovzhod Vzhodna Konga,
- nubijska žirafa (G. c. camelopardalis); Južni Sudan, jugozahodna Etiopija, deli Kenije in Ugande,
- zahodnoafriška žirafa (G. c. peralta); jugozahodni Niger;
- mrežasta žirafa (G. c. reticulata); severovzhodna Kenija, južna Etiopija in Somalija

Še novejše študije predlagajo oddelitev mrežaste žirafe kot četrte samostojne vrste. Vendar razprava o tem še poteka, saj drugi taksonomi oporekajo uporabljenim molekularnim merilom in ločevanje na tri ali štiri vrste še nima enotne podpore.
Severne žirafe so bile nekoč razširjene širom Severne Afrike, vključno z današnjim ozemljem Maroka, Libije in Egipta, pred približno 1500 leti pa je območje postalo presuho. Zdaj v savanah na južnih obronkih Sahare živi le še približno 3000 osebkov kordofanske, nubijske in zahodnoafriške žirafe, medtem ko mrežasta žirafa šteje še 8000 osebkov. Populacije večine upadajo.